# Kościół Zbawiciela w Żejtun
Kościół Zbawiciela (malt. Il-kknisja tas-Salvatur, ang. Church of Our Saviour), formalnie znany jako kościół Przemienienia Pańskiego (ang. Church of the Transfiguration of Jesus), popularnie znany po maltańsku jako Is-Salvatur – rzymskokatolicki kościół położony w miejscowości Żejtun na Malcie. 

## Początki
W czasie wieków średnich Żejtun był podzielony na małe przysiółki. Kościół Zbawiciela stał w jednym z nich, znanym jako Bisqallin. Ponieważ ówczesny kościół parafialny znajdował się w znacznej odległości, te małe przysiółki miały niewielkie kościoły, używane przez miejscowych wiernych, aby zaoszczędzić drogi do odległego kościoła parafialnego. W Bisqallin znajdowały się dwie takie świątynie, jedna poświęcona Nawiedzeniu, druga zaś Naszemu Zbawicielowi. Niektóre źródła podają, że ta druga pierwotnie poświęcona była Wniebowzięciu Matki Bożej. Obie kościoły zbudowane zostały około 1500, jeden obok drugiego. Oba wymienione zostały w raporcie Pietro Dusiny z 1575. Dusina nadmienia, że kościół Zbawiciela nie miał ani drzwi, ani rzeczy niezbędnych do posługi religijnej. Jednak corocznie odbywały się tam obchody święta Przemienienia Pańskiego. Od 1588 przez wiele lat świątynia miała status kościoła parafialnego.

## Nowy kościół
Wydaje się, że w XVI wieku oba kościoły stały tak blisko siebie, że w pewnym momencie przekształcone zostały w jeden budynek. Była to częsta praktyka. Około połowy XVIII wieku (1747) kościół Zbawiciela był bliski zawalenia. Odbudowany został dzięki szczodrości ofiarodawców; jest to ta część, gdzie dziś przebywają wierni. Pozostałością rozebranego kościoła Nawiedzenia jest dziś apsyda oraz, znajdująca się na jej tyłach, zakrystia. Można to łatwo zobaczyć, porównując łuki sufitowe – delikatnie zaostrzone w części wiernych, oraz koliste w apsydzie. W latach pięćdziesiątych XX wieku w budynku podjęto prace renowacyjne. Zbudowana została wtedy nowa fasada, dostawiono też przypory do ścian bocznych. 

## Wygląd zewnętrzny
Boczne ściany wzmocnione są od zewnątrz przyporami. Ich zadaniem jest nie tylko wzmocnienie ścian, ale także podtrzymywanie ciężaru dachu. Dach dwuspadowy, po każdej stronie dwa proste kamienne rzygacze do odprowadzania wody opadowej. Na tyle dachu prosta konstrukcja łukowa bell-cot, mieszcząca niewielki dzwon.
Przed kościołem znajduje się niewielki prostokątny dziedziniec, na którym corocznie gromadzą się wierni podczas festynu w święto patronalne kaplicy.

### Fasada
Fasada, przebudowana w połowie XX wieku, podzielona jest pilastrami na trzy pola. W środkowym, ograniczonym podwójnymi pilastrami, znajdują się drzwi, zakończone lekko ostrym łukiem. Ich portal zwieńczony jest półkolistym gzymsem. Nad drzwiami duże, podobnego kształtu okno, wchodzące w trójkątny fronton z niewielkim krzyżem na szczycie. W obu bocznych polach mniejsze okna, których dolna krawędź jest na poziomie cokołów pilastrów. Na wysokości dachu wzdłuż fasady przebiega prosta attyka, z obu stron ozdobiona kamiennym karczochem.

## Wnętrze
Architektura wnętrza kościoła bazuje na siedmiu głównych łukach, między którymi znajduje się osiem kamiennych ławek (malt. dikkiena). Pomiędzy dwoma łukami na północnej ścianie znajdowały się kiedyś boczne drzwi, zamurowane przez długie lata. Przed nimi stał ołtarz, pod wezwaniem Biczowania Pana Jezusa. Zamiast obrazu znajdowała się na nim drewniana rzeźba, której przypuszczalnym autorem jest Xandru Farrugia z Żejtun, dziś przechowywana z zakrystii. Na przeciwnej ścianie prawdopodobnie znajdowało się takie samo wejście, gdyż w tym miejscu nie ma kamiennej podstawy.

### Apsyda
Ołtarz główny znajduje się w apsydzie kościoła, pozostałości kościoła Nawiedzenia. Wykonany jest z kamienia; na jego podstawie płaskorzeźba Agnus Dei. Przed tym ołtarzem stoi, wykonany przez rektora ks. Karma Galeę, współczesny drewniany ołtarz. Na ścianie za ołtarzem umieszczony jest obraz tytularny, którego autorem jest Toussaints Busuttil.

### Obrazy
Po obu stronach ołtarza znajdują się dwa małe obrazy tego samego malarza; jeden przedstawia wizytę Maryi Panny u św. Elżbiety, drugi zaś św. Annę. Oba wykonano dla przypomnienia średniowiecznego kościoła Nawiedzenia. Przy głównych drzwiach od wewnątrz widnieje obraz Ojca Przedwiecznego i postaci Ducha Świętego w kształcie gołębicy, namalowany przez tego samego artystę.

### Pochówki
Oryginalna podłoga kościoła wykonana była z płyt wapiennych. W 1952 wymieniono je na marmurowe. W czasie prac odkryto szczątki zmarłych, pochowanych dawnym zwyczajem w kościele. Pochówki sięgały od prezbiterium aż do połowy kościoła. Zostały one pozostawione w miejscach, w których je odkryto. Płyta z napisem po łacinie, znajdująca się przed ołtarzem, mylnie podaje, jakoby w tym miejscu pochowano zebrane szczątki.  

## Kościół dzisiaj
W kościele przez kilka godzin popołudniowych odbywa się adoracja Najświętszego Sakramentu.

## Ochrona dziedzictwa kulturowego
Budynek umieszczony jest na liście National Inventory of the Cultural Property of the Maltese Islands pod nr 1963. 